# Лозовка (Винницкая область)
Лозовка (укр. Лозівка) старое название Гирмановка (укр. Гирманівка) — село на Украине, находится в Казатинском районе Винницкой области.
Код КОАТУУ — 0521486807. Население по переписи 2001 года составляет 311 человек. Почтовый индекс — 22163. Телефонный код — 4342.
Занимает площадь 0,27 км².
В селе действует храм Первоверховных Апостолов Петра и Павла Казатинского благочиния Винницкой епархии Украинской православной церкви.

## История
В 1946 году указом ПВС УССР село Германовка переименовано в Лозовку.

## Адрес местного совета
22163, Винницкая область, Казатинский р-н, с. Самгородок, ул. Ленина, 48а, тел. 3-52-45; 3-52-42